# 社史
社史（しゃし）とは、
1. 「社」の歴史。神社の歴史や結社の歴史[1]などがあり、現在では会社の歴史（Company History）を指すことが多い。
2. 本稿では上記のうち、会社の歴史、特に、企業が自らの歴史を記述した刊行物（主に書籍）について説明する。

## 概要
会社が自社の歴史を記録し、本（書籍）の形としたもの。近年ではCD-ROMなどの電子媒体を選択する場合もある。電子データの全文もしくは抄録などがその会社のウェブサイトに掲載され、近年の出来事が随時追加されている例もある。過去（歴史）・現在・未来について、現時点での、事実評価を含む価値評価を発行主体である会社自身が行う。
つまり、社史とは「企業が出す自分史」で、企業の主観で書かれる。これについて、経営史学の泰斗である中川敬一郎は日本の社史について「企業の私的出版物である限り，『社史』は会社の宣伝用文書であり，会社に都合のよいことしか書いていないのではないかと最初から疑いの眼で見られるのは当然」と一貫して批判的であった。しかし、小谷允志は、「その企業の社員や関係者に限定された情報媒体であり、その時のトップに都合の良いことしか書かれないもの、という印象がある」一方で、橘川武郎の執筆記事によれば「公共図書館でもかなり読まれており、社史が会社の『顔』であるだけに信頼性の高いものが多いという」と肯定的な意見も紹介している。
上記の中川的、橘川的など各様の評価の間で社史が刊行され続ける中で、近年は社史のブランディング・ブック化の傾向が顕著になってきている。中川の言う「宣伝相文書」の側面を、作る側も読む側も一定程度承知の上で成り立つ、企業のマーケティングミックス戦略上のマーケティング・ツールとしての認知度が高まった結果といえる。産業史や経営史などの研究用に供するには読む側のリテラシーが要求されるが、情報一般が相対化されるパラダイムシフトの潮流の中にあって、複眼的視点からの評価を保っている。

## 呼称による区分
社史は種類として幾つかに分けられることがある。
『正史』は、会社が正式な自社の社史として発行することを表明しているもの。内容的には次に述べる通史のスタイルとなる。創業からの歴史が網羅されている。ただし、当該企業の責任においてその記述を了承し、発行された全ての社史が「正史」と命名されている訳ではない。「正史」の反対語は「外史」であり、これはその会社でなく個人がその責任において発行するその会社の社史ということになる。
『通史』は会社の歴史の全体を通して記述したもの。これに対するものとしては歴史上の画期的なトピックに焦点を当てた「テーマ史」や、過去の主な製品を取り上げた「製品史」、製造販売の拠点の歴史を紹介した「事業所史」などがあり、「通史」と別にこれらが掲載されるケースも珍しくない。逆にいえばこれら個々の事象を超えて全体像を描くという意味で「通史」という言葉が使われる。
『周年誌』とは50年、100年など区切りのいい周年に会社が作成した記念誌で、社史の形になることもある。
『略史』は、簡単に大体のことを書いたといった意味が一般的な用法である。過去に社史を発行している企業が新たに社史を作る場合、以前の社史に包含されている対象期間については略史としてまとめ、その後の出来事について詳細に記述する場合がある。
『小史』簡単にまとめた歴史。略史。すなわち「略史」と同義である。
『記念誌』という出版物もある。名称は記念誌とするが同時に社史であることも多い。文字通り「記念」に主眼を置く場合はトップインタビュー記事や誌上座談会、OB寄稿や現社員の祝賀メッセージなどが主体となり、会社の歴史の記述は少数ページの「略史」にとどまることが多いが、近時刊行される社史には記念誌の特徴を取り入れてなおかつ会社の歴史も十分に記述しようとするものもある。

## 関連刊行物
『労働組合史』というカテゴリーが存在する。社史は通常、経営面に着目して書かれることが多いが、これは労働組合が発行するものではあるが、その会社の歴史と言い得るものであろう。組合が組織されてからある程度の年月が過ぎてから発行されるため、運輸業、鉄鋼業など誕生からある程度以上の歳月を重ね、且つ組合の存在が常識化している産業に見られることが多い。日本の場合、企業別労働組合が発達したという事情も業界団体史ではなく、企業別の組合史が生まれる土壌となっている。社史は経営側が主体となって制作するものであるが、こちらは労働者側が主体となって制作する。内容は労働条件の変遷や組合活動に重きを置いたもので、社外との関係は労働面に着目した内容となっている。周年誌、記念誌の形をとって出版される点や製作業者の売り込みや、公共図書館の収集活動において、社史と共通した取り扱いを受けている。
『業界団体史』という刊行物がある。同じ業種に属する企業群、組合群で組織された団体が制作・刊行するものである。下記のように専門図書館では社史とともに収集対象とされているケースがよく見られる。
『工事誌』や『建設史』はある土木や建設プロジェクトについて工事の発注、実施主体によって書かれる。行政機関によるものもあるが、鉄道、電力などインフラ系の企業、第三セクターで株式会社を名乗っている団体などによって制作されるものもある。
会社が発行する史書とその他の公史との境界線から見て曖昧な性格を持つ出版物もある。上述の第三セクターによる出版物などはその一例である。

## 社史の発行数
社史研究家村橋勝子によれば、日本国内で毎年発行される社史の数は概ね200点ほどになる。村橋の著書『社史の研究』が出された時点（概ね20世紀一杯）で社史刊行企業数は5500社ほどになり、上場企業などではない、規模の小さな企業でも発行する例は多いとされる。経団連は『社史フォーラム』を開催したことがあるが、そこでの発表によれば日本の企業は明治期、昭和初期、第二次世界大戦後、第一次オイルショック後など特定の時期に創業が集中しており、それぞれが周年を迎えた1980年代に発刊が集中したと言う。
日本国外でも社史を発行する文化はあるが、その定量的な実態について述べた日本語の記事などは極めて少ない。
想定読者として社員を中心に想定しているため、地元図書館や国会図書館への献本は実施されているものの、発行部数は少ないことが多く、一般への流通量は更に少ない数となる。非売品扱いで価格が付けられていないものも多い。このため、社史の収集に特化したことを売りにする図書館やサービスが注目されることがある。一方で、上述のようにインターネットの普及によって社史を公開する事例が増えている他、自社の広報戦略の一環から、冊子体の社史についても一般への販売を実施する事例もある。なお、読売新聞によれば、制作費の一部を回収するために価格が付けられた社史は以前から存在したが、日本で最初に一般書店での販売を前提にして製作された社史は1991年4月に発売された『セゾンの歴史』だと言う。

## 表彰・催し等

### 表彰等
財団法人『日本経営史研究所』は会社史の水準を向上させるため、「優秀会社史賞」を1978年から隔年で選考している。同研究所が公表している選考基準は下記の通り。
1. 社内外資料の発掘，収集の努力が十分になされ，それらに基づいた記述内容となっているかどうか，情報公開は十分かどうか。
2. 企業にとって節目節目となる重要な出来事がきちんと書かれ，その上で大筋として当該企業の歴史的な流れが理解できるような説明となっているかどうか。
3. 読者をひきつける魅力と，読ませる工夫がなされているかどうか。
4. 当該社史が掲げている刊行目的や編纂方針が，どれだけ実現されているか。

また、社史研究者の村橋勝子は「第6回 図書館サポートフォーラム賞」を受賞しており、社史自体ばかりでなく、その研究に対する評価も与えられつつある。長年社史製作に関わってきた近江哲史も、リタイア後図書館の活用法について本を書いたこともあり、この賞を受賞している。

### 啓蒙活動
経団連は1946年の発足時から図書館活動を行い、1966年経団連会館の竣工と同時に経団連図書館が開館した。図書館では開館記念に1967年に開催した社史・団体史展示会の評判が良かったため、以降1986年まで7回の展示会を開催し、発足時は350冊程度だった社史・団体史を集中的に所蔵するようになった。1994年オフィスリニューアルにより「経団連レファレンスライブラリー」として衣替えし、2002年日経連との合併で「日本経団連レファレンスライブラリー」となった時点で、社史・経済団体史を約3,900冊、他計36,000冊を所蔵していた。ライブラリーのリファレンス活動は主に会員と事務局向けに行われている。2004年より会員向けに「社史フォーラム」を不定期開催しており、機関紙『日本経団連タイムス』によりその様子を確認することが出来る。テーマも毎回のように「編纂」に関係するものが選ばれており、アーキビストなど製作に関わる関係者への啓蒙活動ともなっている。社史フォーラム各回の開催年月日と講師は次の通り。
- 第1回 (2004年2月19日) [30]
- 第2回 (2004年7月14日) 講師：吉野浩行 (本田技研工業)、入野弘道 (日本電気)、武田晴人 (東京大学)、村橋勝子 (経団連)[31]
- 第3回 (2005年2月24日) 講師：櫻井孝頴 (第一生命保険)、大津寄勝典 (倉敷紡績)、武田晴人 (東京大学)、村橋勝子 (経団連)[32]
- 第4回 (2006年10月12日) 講師：北康利 (作家)、穎川徳武 (三菱商事)、奥村健治 (キヤノン)、橘川武郎 (東京大学)[33]
- 第5回 (2007年2月5日) 講師：鈴木國泰 (日本倉庫協会)、井上ひさし (作家)、野村裕夫 (元富士重工業)[34]
- 第6回
- 第7回 (2008年7月10日) 講師：橘川武郎 (一橋大学)、松田俊男 (日本郵船)、武田晴人 (東京大学)[35]
- 第8回 (2009年1月29日) 講師：水口勝史 (立山科学グループ)、富田雄二 (パナソニック)、加藤久男 (元松下電器産業)、武田晴人 (東京大学)[36]

日本経営史研究所が開催していた社史セミナーは、1982年から企業史料協議会に引き継がれた。また同協議会は1992年より、法政大学産業情報センターと協力し、社史編さんの担当者などを対象として、ビジネスアーキビスト養成講座を開講している。

## 社史の書き手
多くの場合に見られ、村橋なども指摘しているのは、経営者自身が執筆する例である。その他、企業内で長文の執筆や歴史研究に慣れた人材を募って執筆に当たらせる例、大学教授を招聘して執筆する例などもある。外部の研究者への依頼はアメリカにおいてよく取られる方法であるが、指摘されるマイナス面としてはたとえ外部から招聘したとしても、その企業の競争力の源泉など本当に書きたいことが書けないことや公正さの維持の点があげられている。なお、村橋はこうした学閥からの要求を「無いものねだり」と評した。
なお、日本において、アーキビストと名付けて養成が本格化する以前より、専門のライターは存在した。そうした執筆者は「社史ライター」「年史ライター」と呼ばれ、そうしたライターの一人、本多清は、1991年の時点で「常時職業として続けているのは30人位」と述べている。なお、上述の近江は1975年には社史製作の為の本を出版しており、製作に必要な知識の拡散が図られている。

## 社史の製作条件

### 予算の裏づけ
社史を編纂するには規模や方法にもよるが予算の裏づけが必要であり、発行する企業にその予算を支出する「意思と能力」がなければ発行されない。例えば、日本ではバブル景気後の平成不況期に周年誌の出版を見送る会社があった事例が報じられており、村橋も『社史の研究』において、平成不況期に編さん点数が減少したことを定量的にグラフ化している。ただし、帝国データバンクが1994年に周年等を迎える458社を対象に実施した調査では、節減対象として挙げられたのはお客様招待旅行などであり、減額された広報予算などは「社史の編さんに力を入れる」ため使用する傾向が強まっていた。また、日本国有鉄道百年史のように、経営状態が赤字の時点でも発行された事例がある。
また、限られた予算を有効に活用して編集することについては、社史製作のアドバイスを扱った記事でもしばしば指摘される。

### 発行する意思
予算確保は社史が発行されない経済的な能力面の問題だが、意思の問題としては過去の不祥事などの存在が挙げられ、村橋も指摘しているただし、このことに触れた日経新聞の記事では、村橋の場合は後ろ向きの話題ばかりではなく、前向きの話題を著書で紹介していることも付記されている。
また、過去の問題に対して当事者間で法的な決着をつけるだけに止まらず、自ら社史に記述し、さらに残存資料や証言から、その不祥事に焦点を合わせた出版物を発行する事例もある。日本で紹介されたものとしてはダイムラー・ベンツが1986年に創業100周年を記念して発行した1933年から1945年（第三帝国期）を扱った社史や、1994年6月に出版した『ダイムラーベンツにおける強制労働』がある。後者については、同社の役員会の決定により、ケルンの企業史協会に編纂を委託した。内容は、第二次世界大戦中に同社の工場で強制労働に従事した東欧の出身者達の記録である。

## 媒体と材質
媒体について冒頭で述べたとおり、1990年代以降、紙に限らない形態での発行事例が伸びている。パイオニアは「LDを使った出版革命」を掲げ、レーザーディスクで社史（50年史）を刊行したことがあるが、その後この媒体自体が廃れてしまったため、新媒体での発行は後のアクセス性に課題を抱えることもある。CD-ROMでの発行もこの時代からであり、日本車輌製造（1997年）や本田技研工業（50年史、1999年）の事例が初期のものである。
反対に、紙媒体の長所を更に伸ばす試みも存在している。王子製紙は紙の不純物で光や熱に晒された際に劣化を進める原因なっているリグニンの含有量を、パルプの漂白回数を増やすことによって低減した紙を開発し、社史や年鑑、研究論文などへの用途として提案した。

## 社史関連ウェブサイト

### 図書館、研究団体が集積、分類したもの
- 一般財団法人日本経営史研究所 (所管官庁経済産業省)[50]
  - 本文で紹介した各種活動の他、1985年より経営史料センター（図書館）を開設している。[51]
- リサーチナビ：社史について調べる (国立国会図書館)[52]
- 国立国会図書館レファレンス協同データベース＜記念誌作成＞（社史含む）[53]
- 渋沢社史データベース (公益財団法人渋沢栄一記念財団)[54] 2014年公開。
- 流通産業ライブラリー (法政大学イノベーション・マネジメント研究センター)[55]
  - 流通産業ライブラリーは2010年4月に開設。流通・消費財に関する書籍として24000冊を所蔵し、社史・調査報告書等を多数含むとされる[56]。
- 社史コレクション (神奈川県立川崎図書館)[57] （約20,000点）
- 長尾文庫 (龍谷大学図書館)[58]
  - 幕末からの日本国で刊行された社史の70%以上、約17,100点を所蔵している。
- 神戸大学経済経営研究所附属企業資料総合センター[59]
- 社史Main Page (Shasi Wiki)[60] Wikiを使った北米の社史データベース構築プロジェクト
- 北米社史研究会 Google Discussion Group[61]
- 労働図書館 (独立行政法人労働政策研究・研修機構)[62]
  - 新着情報の説明にあるように、社史も収集対象としている。
- 横浜商科大学図書館 松本記念文庫[63]（国内外の社史コレクション）
- 酪農乳業史デジタルアーカイブ（一般社団法人Jミルク）

#### 日本国外の社史
- 外国企業の社史 (NDLリサーチナビ)[64]
  - 日本国外の社史検索サイトなどを紹介。同図書館自身は韓国企業・公団の社史の収集に力を入れている。
- Company Histories[65]
  - International directory of company histories（St. James Press 1988-)のWeb版。
- アジ研図書館の蔵書を検索 (独立行政法人日本貿易振興機構（ジェトロ）アジア経済研究所)[66]
- 名古屋学院大学学術情報センター[67]
  - 日本国外の社史についてドイツを中心に約500冊を所蔵。日本国内を含めた全体では5700冊。
- 立命館大学図書館蔵書検索[68]
- 海外団体・機関・サービス (実業史リンク集|渋沢栄一記念財団)[69]
  - 実業史の研究、企業史料の保存と活用に役立つインターネット上のリソース（資源）サイトへのリンク集

### 社史出版業者の例
これらの業者の中には、代表的な編纂の過程を説明したり、執筆の際の資料収集、内容の取捨選択に関してのアドバイスを含んだマニュアルを無料で配布しているところがある。また、社史に関する議論が掲載されていることもあり、橘川武郎の例のように、社史のあり方について専門誌への投稿に際して引用される場合もある。参入している業種も出版社の他、マスコミ、印刷業、の他大学や経済産業省の外郭団体など幅広い。企業の創業が特定の時期に集中することは既に述べたが、これらの企業の周年史の需要を狙って新規参入を実施したケースもある。ただしこれらのサイトの多くはリンク切れとなっている。
- ねんりん (大日本印刷)[73]
  - 2000年2月にサイト開設[74]。
- トッパン年史センター[75]
- 社史 (日本経済新聞出版)[76]（日本経済新聞社の子会社）
- 社史・団体史 (東洋経済リサーチセンター)[77]（東洋経済新報社の子会社）
- 年史・記録誌 (交通新聞社)[78]
- 社史制作・記念誌制作 (産業能率大学出版部)[79]
- 社史製作ノウハウ集 (出版文化社)[80]
  - 企業を活性化できる 社史の作り方（英語版）[81]
  - 企業を活性化できる 社史の作り方（中文版）[82]
- Web DNA Library (PHPパブリッシング)[83] PHPパブリッシング
  - 冊子形態以外での社史展開を提案している例。
- リンクウィキ[84] （CMSで編纂した社史） リンク情報システム
  - ウィキペディア形式の社史展開を提案している例